# 根冠

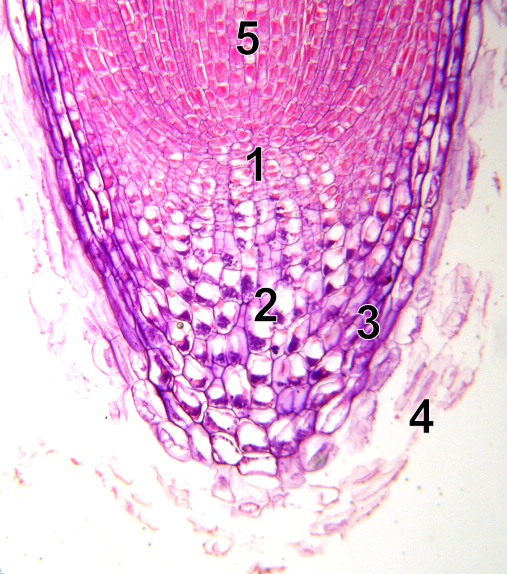
顯微鏡下的根尖。其中1為分生組織、2為平衡細胞、3為根尖的側面、4為死細胞、5為延長區

根冠（英語：root cap, calyptra）是植物根尖端的數層細胞。根冠的功能包括保護植物根尖的生長點、分泌黏質以利根部在土壤中的穿透伸展，並可能參與與土壤微生物的訊息傳遞，另外根冠中的平衡細胞與植物感知重力而形成的向地性有關。
某些寄生植物不具有根冠:138。另外許多水生植物(浮萍) 也不具有根冠，而是形成一個稱為根囊（root pocket）的囊狀構造，因其根懸浮於水中，不需穿透土壤，根囊也失去了根冠的保護功能:2–76。